# Werner Damm
Werner Damm (* 13. Februar 1951 in Gießen; † 20. August 2021 in Reiskirchen) war ein deutscher Sportreporter sowie Radio- und Fernsehmoderator.

## Leben und Wirken
Damm studierte nach seinem Abitur 1969 Anglistik, Sportwissenschaft und Pädagogik auf Lehramt und schloss das Studium 1977 ab. Daneben betrieb er Leichtathletik als Leistungssport. Anfang 1976 begann er seine Tätigkeit als Sportreporter und Redakteur beim Hessischen Rundfunk (HR). Seine Schwerpunkte lagen dabei in der Leichtathletik und beim Fußball. Er war Moderator der Sportsendungen Sportkalender (Nachfolger von Hans-Joachim Rauschenbach), Spiel der Woche und hessen sport extra. Bis zu dessen Entlassung war Damm Stellvertreter des Sportchefs des HR, Jürgen Emig, gegen den er in dessen Prozess auch aussagte.
Damm nahm ab den Sommerspielen in Los Angeles 1984 als Reporter an allen olympischen Winter- und Sommerspielen teil. 2011 ging er in den Vorruhestand. Sein Sohn Daniel Damm spielte in der 3. Fußball-Liga für Kickers Offenbach.
Am 20. August 2021 verstarb Werner Damm im Alter von 70 Jahren an den Folgen eines Herzinfarktes, den er wenige Wochen zuvor erlitten hatte.